# Jūghban
Jūghban (persiska: Jūghband, جوغبن) är en ort i Iran.   Den ligger i provinsen Khuzestan, i den centrala delen av landet, 500 km söder om huvudstaden Teheran. Jūghban ligger 803 meter över havet och antalet invånare är 151.
Terrängen runt Jūghban är kuperad åt nordväst, men åt sydost är den platt.Runt Jūghban är det ganska tätbefolkat, med 60 invånare per kvadratkilometer. Närmaste större samhälle är Qal‘eh Tall, 12,7 km sydost om Jūghban. Omgivningarna runt Jūghban är i huvudsak ett öppet busklandskap.